# Daniel Geale
Daniel Geale (Launceston, 26 febbraio 1981) è un pugile australiano.
Soprannominato Real Deal, è stato campione unificato WBA e IBF dei pesi medi dal 2012 al 2013.
Come dilettante ha vinto la medaglia d'oro ai XVII Giochi del Commonwealth nella categoria dei pesi welter.

## Biografia
Nativo di Launceston, in Tasmania, Geale è di origini britanniche e aborigene.

## Carriera professionale
Geale compie il suo debutto da professionista il 1º ottobre 2004, sconfiggendo il connazionale Danny Bellert per KO alla terza ripresa.